# Glabellula femorata
Glabellula femorata är en tvåvingeart som först beskrevs av Friedrich Hermann Loew 1873.  Glabellula femorata ingår i släktet Glabellula och familjen svävflugor. Inga underarter finns listade i Catalogue of Life.